# 王奇 (新朝)
王奇（？—10年），新朝宗室，王莽五叔成都景成侯王商之子，成都侯王况、隆信公王邑的弟弟。

## 生平
西汉末年，王莽执政，王奇为将军。赵明、霍鸿起事，王奇率兵屯守长安。王莽建立新朝，任五威左关将军，封掌威侯。他奉命在全国颁布《符命》四十二篇，以神权加强新朝统治。始建国二年（10年），甄丰之子甄寻伪造符命，说希望汉平帝的皇后黄皇室主做他的妻子，王莽杀甄丰、甄寻父子，王奇受株连一并诛死。